# Jaruge (Prijedor)
Jaruge (en cirílico: Йаруге) es una localidad de la municipalidad de Prijedor, Republika Srpska, Bosnia y Herzegovina.
Se encuentra integrado administrativamente a Kozaruša junto con Gornji Garevci.

## Población
| Composición de la Población - Localidad de Jaruge | Composición de la Población - Localidad de Jaruge | Composición de la Población - Localidad de Jaruge | Composición de la Población - Localidad de Jaruge | Composición de la Población - Localidad de Jaruge | Composición de la Población - Localidad de Jaruge |
| ------------------------------------------------- | ------------------------------------------------- | ------------------------------------------------- | ------------------------------------------------- | ------------------------------------------------- | ------------------------------------------------- |
|                                                   | 2013                                              | 1991                                              | 1981                                              | 1971                                              | 1961                                              |
| Total                                             | 276                                               | 326 (100,0%)                                      | 337 (100,0%)                                      | 537 (100,0%)                                      | 369 (100,0%)                                      |
| Varones                                           | 122                                               | -                                                 | -                                                 | -                                                 | -                                                 |
| Mujeres                                           | 154                                               | -                                                 | -                                                 | -                                                 | -                                                 |
| Bosniacos                                         | 103                                               | 113 (34,66%)                                      | 26 (7,715%)                                       | 166 (30,91%)                                      | -                                                 |
| Serbios                                           | 152                                               | 163 (50,00%)                                      | 239 (70,92%)                                      | 321 (59,78%)                                      | 340 (92,14%)                                      |
| Croatas                                           | 4                                                 | 19 (5,828%)                                       | 7 (2,077%)                                        | 20 (3,724%)                                       | 28 (7,588%)                                       |
| Bosnios                                           | -                                                 | 2 (0,149%)                                        | 1 (0,066%)                                        | -                                                 | 2 (0,116%)                                        |
| Gitanos                                           | -                                                 | -                                                 | -                                                 | -                                                 | -                                                 |
| Musulmanes                                        | -                                                 | -                                                 | -                                                 | -                                                 | -                                                 |
| Albaneses                                         | -                                                 | -                                                 | -                                                 | -                                                 | -                                                 |
| Yugoslavos                                        | -                                                 | 18 (5,521%)                                       | 49 (14,54%)                                       | -                                                 | -                                                 |
| Ukranianos                                        | 8                                                 | -                                                 | -                                                 | -                                                 | -                                                 |
| Montenegrinos                                     | -                                                 | -                                                 | -                                                 | -                                                 | -                                                 |
| Eslovenos                                         | -                                                 | -                                                 | 1 (0,297%)                                        | 1 (0,186%)                                        | 1 (0,271%)                                        |
| Ortodoxos                                         | -                                                 | -                                                 | -                                                 | -                                                 | -                                                 |
| Húngaros                                          | -                                                 | -                                                 | -                                                 | -                                                 | -                                                 |
| Pravoeslavos                                      | 2                                                 | -                                                 | -                                                 | -                                                 | -                                                 |
| Macedonios                                        | -                                                 | -                                                 | -                                                 | -                                                 | -                                                 |
| Otros                                             | 2                                                 | 13 (3,988%)                                       | 15 (4,451%)                                       | 29 (5,400%)                                       | -                                                 |
| Sin declarar                                      | 5                                                 | -                                                 | -                                                 | -                                                 | -                                                 |
| Desconocidos                                      | -                                                 | -                                                 | -                                                 | -                                                 | -                                                 |